# Zeraphine
Zeraphine ist eine Rockband aus Deutschland. Sie wurde im Jahre 2000 von Sven Friedrich und Norman Selbig, ehemalige Mitglieder von Dreadful Shadows, gegründet.

## Geschichte
Das aus Dreadful Shadows entstandene Projekt Zeraphine hörte zu Beginn noch auf den Namen „Helix“, den man aber aufgeben musste, nachdem man herausfand, dass er schon von einer anderen Band genutzt wurde. Danach fiel das hebräische Wort „Seraph“ ins Auge, aus dessen Plural „Seraphim“ der heutige Name „Zeraphine“ entstand. Im Zentrum des Projektes stehen Sven Friedrich und Norman Selbig, die von den weiteren drei Musikern unterstützt werden, die ihre Ideen einbringen und auch das Live-Line-up darstellen. Ihr fünftes Album Whiteout ist am 11. Juni 2010 erschienen.
Neben der Arbeit als Zeraphine-Frontmann widmet sich der Sänger Sven Friedrich unter anderem seinem Future-Pop-Projekt Solar Fake und spielt einige Live-Auftritte mit seiner 2011 wiedervereinigten Band Dreadful Shadows.

## Stil
Der Musikstil von Zeraphine ist zwischen Dark Rock und Alternative Rock anzusiedeln; gelegentlich gesellen sich auch elektronische Kompositionen zu den auf Englisch oder Deutsch gesungenen Musikstücken hinzu. Das im Jahre 2002 veröffentlichte Album Kalte Sonne ist komplett auf Deutsch gesungen, während das im Jahre 2003 veröffentlichte Traumaworld mehr Alternative-Rock-lastig und fast komplett auf Englisch gesungen ist. 2005 erschien das Album Blind Camera, das beide Musikstile verbindet und eine Mischung aus englischen und deutschen Liedern darstellt. 2006 veröffentlichte die Band das Album Still, das wiederum eine Mischung aus deutsch- und englischsprachigen Songs beinhaltet und im Vergleich zu den drei älteren Alben etwas härter ausfällt. Im Juni 2007 ist mit Years in Black das erste Best-of-Album der Band erschienen.
Nach dreijähriger Pause veröffentlichte die Band im Jahr 2010 ihr fünftes Studioalbum Whiteout, das noch etwas härter als das Vorgängeralbum ist und größtenteils englischsprachige Lieder enthält.

## Diskografie

### Alben
- 2002: Kalte Sonne (CD; E-Wave Records / Drakkar Entertainment)
- 2003: Traumaworld (CD/MC; E-Wave Records / Drakkar Entertainment)
- 2005: Blind Camera (CD/CD+DVD-V; E-Wave Records / Drakkar Entertainment)
- 2006: Still (CD; Phonyx Records)
- 2010: Whiteout (CD/CD+DVD; BMG Rights Management)
- 2019: Tributes (CD; Fanclub Shadowplay e. V.; limitierte Auflage von 1000 Kopien, exklusiv für Fanclub-Mitglieder)

### Kompilationen
- 2007: Years in Black (CD; E-Wave Records / Drakkar Entertainment)

### Singles
- 2002: Die Wirklichkeit (CD; E-Wave Records / Drakkar Entertainment)
- 2003: Be My Rain (CD; E-Wave Records / Drakkar Entertainment)
- 2003: Die Macht in dir (CD; E-Wave Records / Drakkar Entertainment)
- 2004: New Year’s Day (U2-Cover) (CD; E-Wave Records / Drakkar Entertainment)
- 2006: Still Inside Your Arms (CD; Phonyx Records)
- 2010: Out of Sight (CD; BMG Rights Management)

### Splits
- 2002: 18 Summers / Zeraphine - Virgin Mary / Kalte Sonne (CD; E-Wave Records / Drakkar Entertainment)

## Musikvideos
- 2004: Die Macht in dir (Regie/Produktion: Alexander Diezinger[2])
- 2004: New Year's Day (Regie/Produktion: Alexander Diezinger)
- 2006: Still
- 2010: Out of Sight
- 2010: Tomorrow's Morning (Regie/Produktion: Pascal Payant[3])
- 2010: Out of the Void